# Run Devil Run
„Run Devil Run” – ósmy singel południowokoreańskiej grupy Girls’ Generation, wydany cyfrowo 17 marca 2010 roku. Utwór promował album studyjny Run Devil Run. Singel sprzedał się w Korei Południowej w nakładzie ponad 2 171 755 egzemplarzy (stan na grudzień 2010 r.).
Japońska wersja utworu została wydana na trzecim japońskim singlu „MR.TAXI/Run Devil Run” 23 kwietnia 2011 roku, a także japońskim albumie GIRLS’ GENERATION.
„Run Devil Run” został napisany przez Alexa Jamesa, busbee i Kalle Engströma. W 2008 roku amerykańska piosenkarka Kesha nagrała wersję demo utworu w języku angielskim. Później piosenka została nagrana przez Girls’ Generation i wersja Keshy nigdy nie została wydana.

## Lista utworów
| Nr | Tytuł           | Słowa       | Muzyka                             | Czas |
| -- | --------------- | ----------- | ---------------------------------- | ---- |
| 1. | "Run Devil Run" | Hong Ji-yoo | Busbee, Alex James, Kalle Engstrom | 3:21 |

## Notowania
Wer. koreańska
| Lista                      | Pozycja |
| -------------------------- | ------- |
| Gaon Weekly Digital Chart  | 1       |
| Gaon Monthly Digital Chart | 1       |
| Gaon Yearly Digital Chart  | 5       |
| Gaon Yearly Download Chart | 26      |

Wer. japońska
| Lista                                  | Pozycja                     |
| -------------------------------------- | --------------------------- |
| Weekly Oricon Singles Chart            | 2 („MR.TAXI/Run Devil Run”) |
| Yearly Oricon Singles Chart (rok 2012) | 46                          |
| Billboard Japan Hot 100                | 17                          |
| RIAJ Digital Track Chart               | 4                           |
| Gaon Weekly Album Chart                | 1 („MR.TAXI/Run Devil Run”) |
| G-Music (Tajwan)                       | 3 („MR.TAXI/Run Devil Run”) |

## Certyfikaty
| Kategoria certyfikatu        | Certyfikat |
| ---------------------------- | ---------- |
| RIAJ (full-length Chaku-Uta) | Gold       |